# Gyalshing
Gyalshing là một thị xã của quận West thuộc bang Sikkim, Ấn Độ.

## Địa lý
Gyalshing có vị trí 27°17′B 88°16′Đ / 27,28°B 88,27°Đ Nó có độ cao trung bình là 823 mét (2700 feet).

## Nhân khẩu
Theo điều tra dân số năm 2001 của Ấn Độ, Gyalshing có dân số 828 người. Phái nam chiếm 59% tổng số dân và phái nữ chiếm 41%. Gyalshing có tỷ lệ 72% biết đọc biết viết, cao hơn tỷ lệ trung bình toàn quốc là 59,5%: tỷ lệ cho phái nam là 75%, và tỷ lệ cho phái nữ là 68%. Tại Gyalshing, 9% dân số nhỏ hơn 6 tuổi.